# Autovía A-73
La autovía Burgos-Aguilar de Campoo o A-73 es una autovía española parcialmente en servicio y que cuando esté finalizada unirá la ciudad de Burgos con la localidad de Aguilar de Campoo y Santander a través del enlace con la autovía A-67. Actualmente posee 22,2 km finalizados y el resto está en obras o pendiente de licitar. Su trazado es paralelo al de la actual N-627. Tendrá una longitud total de 70,75 km y está presupuestada en 296 millones de euros.
Esta vía de alta capacidad permitirá la conexión por autovía entre las ciudades de Burgos y Santander, evitando el uso de la N-623. Además, el tráfico de Cantabria podrá ir hacia Madrid sin tener que pasar por Palencia y Valladolid, reduciendo la distancia entre Santander y Madrid por autovía en unos 50 km.
Debido a los recortes del Ministerio de Transportes, Movilidad y Agenda Urbana del año 2010, se alargaron las anualidades más de lo previsto inicialmente. Los dos primeros tramos ya han sido inaugurados, pero el resto, menos el tramo de Llanillo a Bascones de Valdivia, han sido rescindidos o están pendientes de licitar. 
En 2012 Ana Pastor anunció que la autovía entraba dentro del Plan Estratégico de Infraestructuras y Transporte (PEIT) 2024, con lo que se garantiza la finalización de la autovía para esa fecha, ya que es una vía que se encuentra dentro de la Red Global Europea de Transportes.

## Historia
La ruta entre Burgos y Santander era el paso natural que unía la Meseta con la costa del mar Cantábrico, a través del puerto del Escudo. Esta ruta, utilizada ampliamente desde la Edad Media, se denomina N-623 desde 1941. Por otro lado, la N-627 era una carretera de menor volumen de tráfico que enlazaba Burgos y Aguilar de Campoo.
Tras la apertura de la A-67 entre Aguilar de Campoo y Santander, el tráfico entre Madrid y Santander empezó a desviarse espontáneamente hacia Aguilar de Campoo a través de la N-627, ya que aunque se hacen más kilómetros, es una ruta mucho más rápida, ya que permite salvar la cordillera Cantábrica mediante autovía y túneles evitando la mayor parte de los puertos de montaña.
Motivado por el aumento del tráfico en aquella carretera, el Ministerio de Transportes, Movilidad y Agenda Urbana decidió construir una autovía de nueva planta entre Burgos y Aguilar de Campoo que enlazara con la A-67, desechando la idea inicial, mucho más compleja y costosa de desdoblar la N-623.

## Trazado
Tramos Burgos - Quintanilla Vivar - Quintanortuño
Fue adjudicada en abril de 2008 con 22 meses de plazo de ejecución y acabó tardando unos 60. El presupuesto de ejecución inicial fue de 38,87 millones de euros.
Entró en servicio el jueves 13 de junio de 2013. El acto de apertura estuvo presidido por la ministra Ana Pastor.
Pedrosa de Valdelucio - Báscones de Valdivia
A lo largo del trazado se proyectan los siguientes enlaces:
- Enlace 1. En el cruce con la carretera BU-621, de Quintanas de Valdelucio.
- Enlace 2 para dar acceso a la población de Fuencaliente de Lucio, la estación y el área de servicio existente a ambos márgenes de la N-627.
- Enlace 3 en el cruce con la N-627, al sur de Báscones de Valdivia.

El tronco tendrá dos calzadas de 7 metros de anchura, con dos carriles de circulación de 3,50 m, arcenes exteriores de 2,50 m e interiores de 1,00 m. La mediana contará con un ancho de 10 m.
El tramo consta de 9 estructuras, 4 de las cuales son pasos inferiores y 5 pasos superiores. Se prevé la reposición de los servicios afectados por el trazado así como de dos vías pecuarias, la Colada de Mundilla y la Colada de Llanillo.
Báscones de Valdivia - Aguilar de Campoo
El tramo presenta una longitud total aproximada de unos 6 kilómetros, a lo largo de los cuales se han proyectan un enlace de tipo intercambiador con la A-67, cuatro viaductos sobre el río Camesa, así como un tramo en túnel de unos 275 m de longitud.
La permeabilidad transversal queda resuelta mediante el diseño de un total de cuatro pasos superiores y uno inferior a lo largo del tronco de la autovía A-73, dos pasos superiores sobre la A-67 y un paso inferior pertenecientes al enlace, así como un paso superior para la reposición de la actual N-627 sobre la A-67.
El trazado comienza a la altura del núcleo de población de Báscones de Valdivia, a unos 700 metros al sur del mismo. En su tramo inicial el eje discurre con un marcado sentido este-oeste entre las localidades de Rebolledo de la Inera y Renedo de la Inera. El tronco en esta zona presenta una sección tipo de dos calzadas de 7 metros cada una, separadas por una mediana de 10 metros de anchura, y con arcenes de 2,5 metros (el exterior) y 1,0 metros (el interior).
A la altura del punto kilométrico (p.k.) 3,350 se incluye un nuevo carril adicional en ambos márgenes de la autovía y en torno al p.k. 3,600 la sección transversal se amplía hasta adoptar una mediana de 15 metros. De esta forma comienza el tramo en túnel que discurre entre los pp.kk. 3,750 y 4,300, con una sección tipo constante de tres carriles por calzada.
La definición del tronco de la autovía termina tras salir del mismo (p.k. 4,480), en el punto en que comienza la conexión tipo enlace sobre la A-73 y la A-67. A la altura de este nudo se cruza sobre el cauce del río Camesa y sobre el trazado de la actual línea de ferrocarril Palencia-Santander. Ambos condicionantes se ven salvados mediante un único viaducto sobre los mismos, lo cual supone cuatro estructuras independientes sobre las cuales se apoyan los distintos ramales previstos a esta altura.
Una vez salvada la A-67 a través de un paso superior se llega a la glorieta que distribuye los tráficos hacia el núcleo urbano de Aguilar de Campoo. El tramo mantiene un separador de 1 metros de anchura entre arcenes interiores por sentido.
La tipología del enlace es un trébol completo modificado, sustituyendo uno de los lazos por un ramal semidirecto direccional. De esta manera se favorecen los flujos de tráfico hacia el norte, así como se asigna la prioridad al tráfico de largo recorrido en el eje Madrid-Santander. Con este objetivo se ha dotado además de doble carril a los ramales correspondientes a los movimientos entre Burgos y Santander en ambos sentidos de circulación.
Estos dos últimos ramales se prolongan a lo largo del tronco de la A-67, sobre la que se desarrollan las conexiones con los mismos en forma de confluencia o bifurcación en cada caso.

## Tramos
| Denominación | Tramo                                         | Kilómetros | Año servicio / Estado (2025)                                                                                     |
| ------------ | --------------------------------------------- | ---------- | --- |
| A-73 BU-30   | Burgos Norte - Quintanilla-Vivar BU-30        | 1,5        | 2015 |
| A-73         | Quintanilla-Vivar BU-30 - Quintanaortuño      | 8,5        | 2013 |
|              | Quintanaortuño - Montorio                     | 11,6       | En obras (apertura prevista 2026 o 2027)                                                                         |
|              | Montorio - Santa Cruz del Tozo                | 17,1       | Proyecto terminado (pendiente de licitación de obras)                                                            |
|              | Santa Cruz del Tozo - Pedrosa de Valdelucio   | 14,3       | Proyecto terminado (pendiente de licitación de obras)                                                            |
| A-73         | Pedrosa de Valdelucio - Báscones de Valdivia  | 12,2       | 2021 |
|              | Báscones de Valdivia - Aguilar de Campoo A-67 | 5,7        | En nueva redacción de proyecto (pendiente someter a nueva información pública) (pendiente relicitación de obras) |

## Salidas

### Tramo Burgos-Quintanaortuño
| Velocidad | Esquema | Carriles | Salida | Sentido Aguilar de Campoo (ascendente)                    | Sentido Burgos (descendente)                                                                                                  | Carriles | Carretera                        | Notas |
| --------- | ------- | -------- | ------ | --------------------------------------------------------- | --- | -------- | -------------------------------- | ----- |
|           |         |          |        | Inicio de la autovía A-73                                 | Fin de la autovía A-73 Villarcayo Quintanilla-Vivar Villatoro Burgos - Polígono industrial Villalonquéjar calle Valle de Losa |          | CL-629 N-623 N-627               |       |
|           |         |          |        | Vitoria Aeropuerto de Burgos - Logroño Madrid             | Vitoria Aeropuerto de Burgos - Logroño Madrid                                                                                 |          | BU-30 A-1 E-5 AP-1 N-120 E-5 A-1 |       |
|           |         |          | 1      |                                                           | Vitoria - Madrid - Logroño Burgos Quintanilla-Vivar                                                                           |          | BU-30 N-623 N-627                |       |
|           |         |          | 9      | Quintanaortuño Villarcayo                                 | Quintanaortuño Villarcayo |          | N-623 N-627 CL-629               |       |
|           |         |          |        | Fin de la autovía A-73                                    | Inicio de la autovía A-73 |          | N-623 N-627                      |       |
|           |         |          |        | Tramo: Quintanaortuño - Pedrosa de Valdelucio en proyecto | Tramo: Pedrosa de Valdelucio - Quintanaortuño en proyecto                                                                     |          |                                  |       |

### Tramo Pedrosa de Valdelucio-Báscones de Valdivia
| Velocidad | Esquema | Carriles | Salida | Sentido Aguilar de Campoo (ascendente)                      | Sentido Burgos (descendente)                                   | Carriles | Carretera    | Notas |
| --------- | ------- | -------- | ------ | ----------------------------------------------------------- | -------------------------------------------------------------- | -------- | ------------ | ----- |
|           |         |          |        | Tramo: Quintanaortuño - Pedrosa de Valdelucio en proyecto   | Tramo: Pedrosa de Valdelucio - Quintanaortuño en proyecto      |          |              |       |
|           |         |          |        | Inicio de la autovía A-73                                   | Fin de la autovía A-73 Desvío provisional a la carretera N-627 |          | N-627        |       |
|           |         |          | 59     | Quintanas de Valdelucio - Villadiego Llanillo               | Quintanas de Valdelucio - Villadiego Llanillo                  |          | BU-621 N-627 |       |
|           |         |          | 62     | Fuencaliente de Lucio                                       | Fuencaliente de Lucio                                          |          | N-627        |       |
|           |         |          |        |                                                             |                                                                |          |              |       |
|           |         |          | 65     | Aguilar de Campoo Santander                                 |                                                                |          | N-627        |       |
|           |         |          |        | Fin de la autovía A-73                                      | Inicio de la autovía A-73                                      |          | N-627        |       |
|           |         |          |        | Tramo: Báscones de Valdivia - Aguilar de Campoo en proyecto | Tramo: Aguilar de Campoo - Báscones de Valdivia en proyecto    |          |              |       |

## Reivindicaciones
El alcalde del municipio de Merindad de Río Ubierna ha reclamado en numerosas ocasiones el disponer de un acceso a esta autovía desde la localidad de Sotopalacios, petición que ha sido denegada reiteradamente por el Ministerio de Transportes, Movilidad y Agenda Urbana.